# Сільськогосподарський проїзд (Житомир)
Сільськогосподарський проїзд — проїзд у Корольовському районі міста Житомира.

## Характеристики
Розташований на теренах історичного району Путятинка, у місцевості, відомій як Левківка. Бере початок від Сільськогосподарського провулка. Прямує на північний схід. Завершується тупиком біля межі землекористування Ботанічного саду. Протяжність 60 м. Забудова провулка представлена житловими будинками садибного типу.    

## Історія
Виник у 1957 році. Отримав назву у 1958 році. Забудова початку другої половини ХХ ст.